# Il gene del male
Il gene del male (Evil Kin) è una serie televisiva statunitense di genere docufiction, prodotta da Sirens Media per Investigation Discovery. È stata trasmessa dal 2013 al 2016.

## Trama
La serie racconta storie realmente accadute di delitti familiari.

## Episodi
| Stagione         | Episodi | Prima TV USA | Prima TV Italia |
| ---------------- | ------- | ------------ | --------------- |
| Prima stagione   | 6       | 2013         | 2015            |
| Seconda stagione | 7       | 2014         | 2015            |
| Terza stagione   | 12      | 2015         | 2016            |
| Quarta stagione  | 10      | 2016         | 2017            |

## Distribuzione
La serie ha debuttato su Investigation Discovery il 28 agosto 2013. In Italia, la serie è stata trasmessa su Giallo, all'interno del programma contenitore Real Giallo, dal 24 giugno 2015, e, successivamente, su Nove.